# Eucalyptus deanei
Espèce
Eucalyptus deanei est une espèce de plantes à fleurs du genre Eucalyptus et de la famille des Myrtaceae. C'est un arbre trouvé dans les montagnes du centre de la côte est de la Nouvelle-Galles du Sud en Australie.
C'est un grand à très grand arbre, mesurant habituellement de 30 à 50 mètres de haut, atteignant parfois une hauteur de plus de 80 mètres. Les feuilles sont lancéolées, ternes et font de 9 à 13 cm de long
Les plus beaux exemplaires se trouvent dans le parc national des Blue Mountains.